# World Games 2013
| Platz                          | Land                   | G   | S   | B   | Gesamt |
| ------------------------------ | ---------------------- | --- | --- | --- | ------ |
| 1.                             | Italien                | 18  | 13  | 18  | 49     |
| 2.                             | Russland               | 17  | 23  | 13  | 53     |
| 3.                             | Frankreich             | 16  | 11  | 13  | 40     |
| 4.                             | Deutschland            | 15  | 7   | 8   | 30     |
| 5.                             | Volksrepublik China    | 14  | 6   | 2   | 22     |
| 6.                             | Vereinigte Staaten     | 11  | 4   | 4   | 19     |
| 7.                             | Ukraine                | 9   | 10  | 9   | 28     |
| 8.                             | Kolumbien              | 8   | 13  | 10  | 31     |
| 9.                             | Vereinigtes Königreich | 6   | 6   | 3   | 15     |
| 10.                            | Chinesisch Taipeh      | 5   | 5   | 8   | 18     |
| ...                            | ...                    | ... | ... | ... | ...    |
| 13.                            | Schweiz                | 4   | 4   | 0   | 8      |
| ...                            | ...                    | ... | ... | ... | ...    |
| 27.                            | Österreich             | 1   | 2   | 3   | 6      |
| ...                            | ...                    | ... | ... | ... | ...    |
| 52.                            | Luxemburg              | 0   | 1   | 0   | 1      |
| vollständiger Medaillenspiegel |                        |     |     |     |        |

Die 9. World Games fanden vom 25. Juli bis 4. August 2013 im kolumbianischen Cali statt.

## Geschichte
Ursprünglich waren bereits Duisburg und Düsseldorf als Austragungsstädte festgelegt. Die beiden deutschen Städte setzten sich damit gegen 20 Mitbewerber durch. Mit Ratsbeschluss von 8. Dezember 2008 hat die Stadt Duisburg die Ausrichtung der Veranstaltung auf Grund der vom Regierungspräsidenten ausgesprochenen Haushaltssperre für die Stadt Duisburg wieder abgesagt.

## Eröffnungszeremonie
- Einmarsch der Nationen

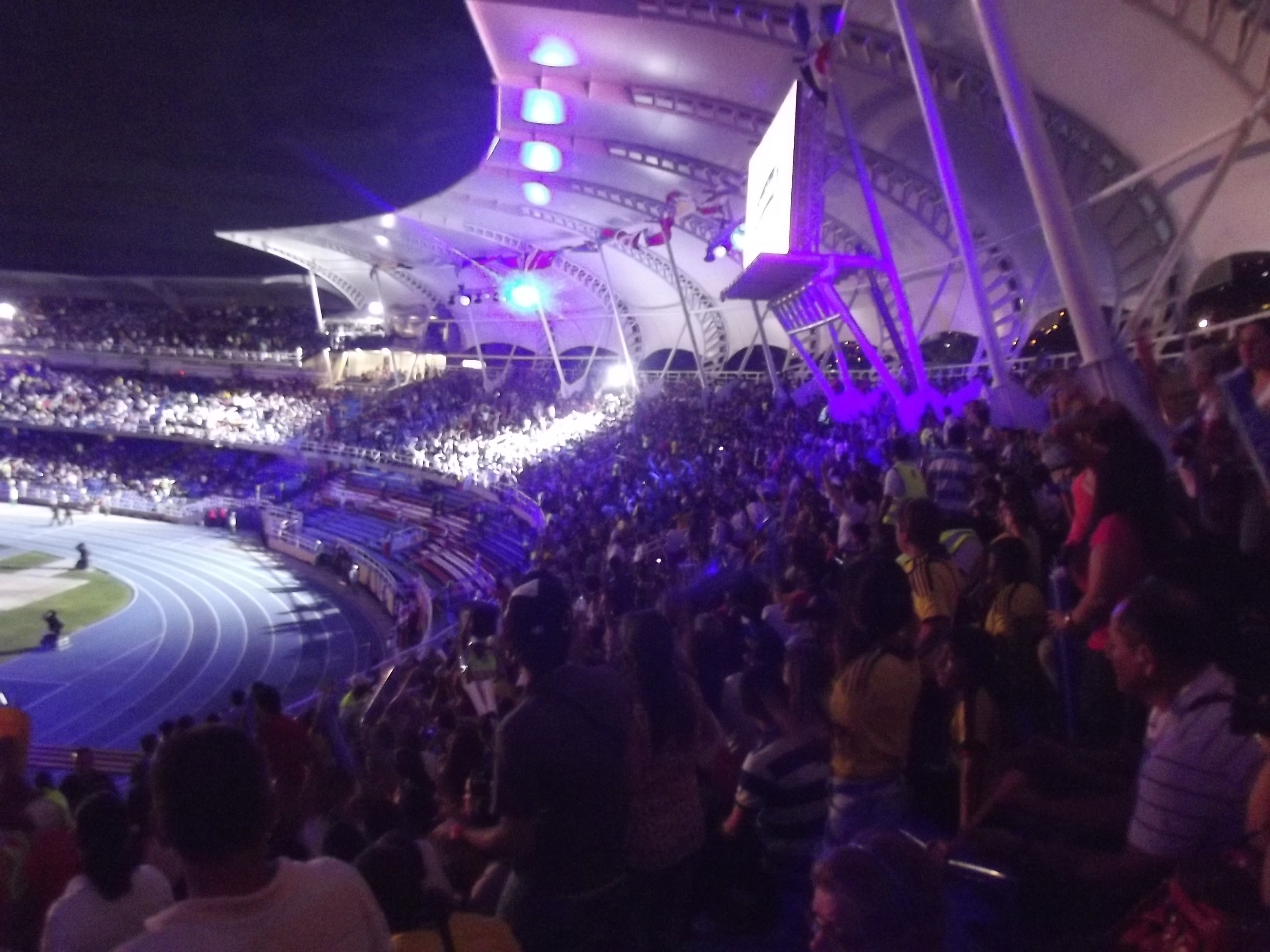
Atmosphäre
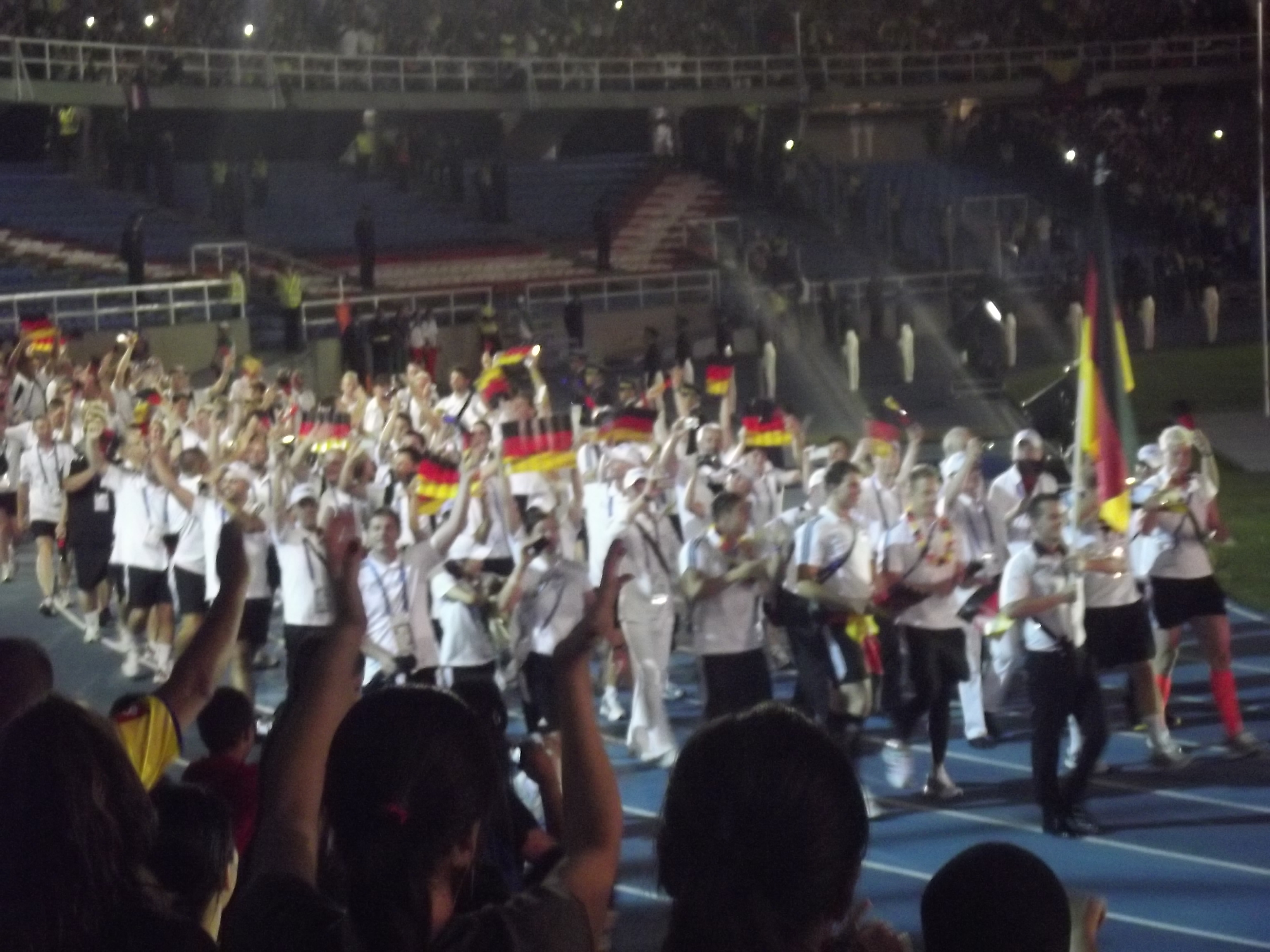
Einzug des deutschen Teams
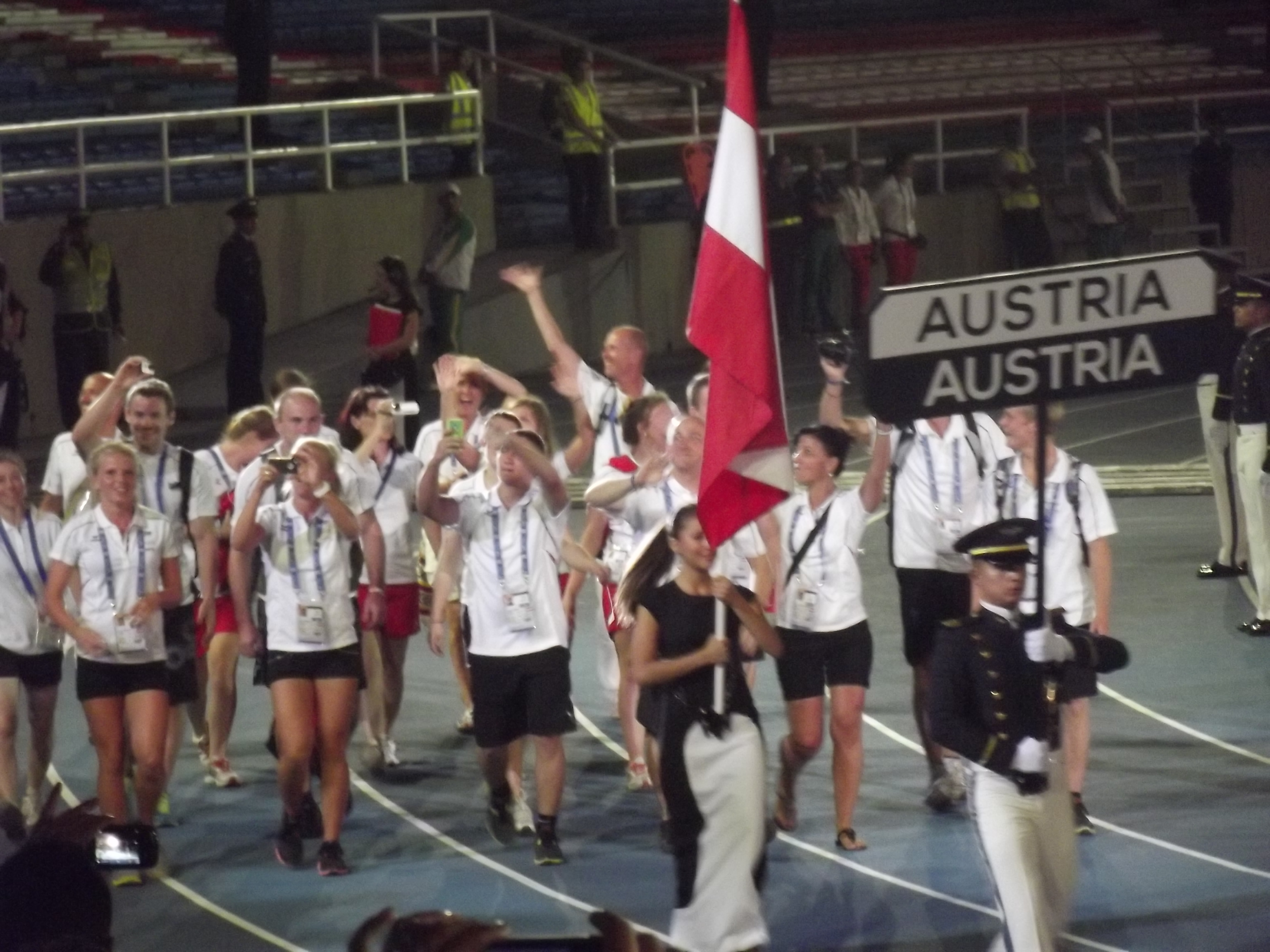
Einzug des österreichischen Teams
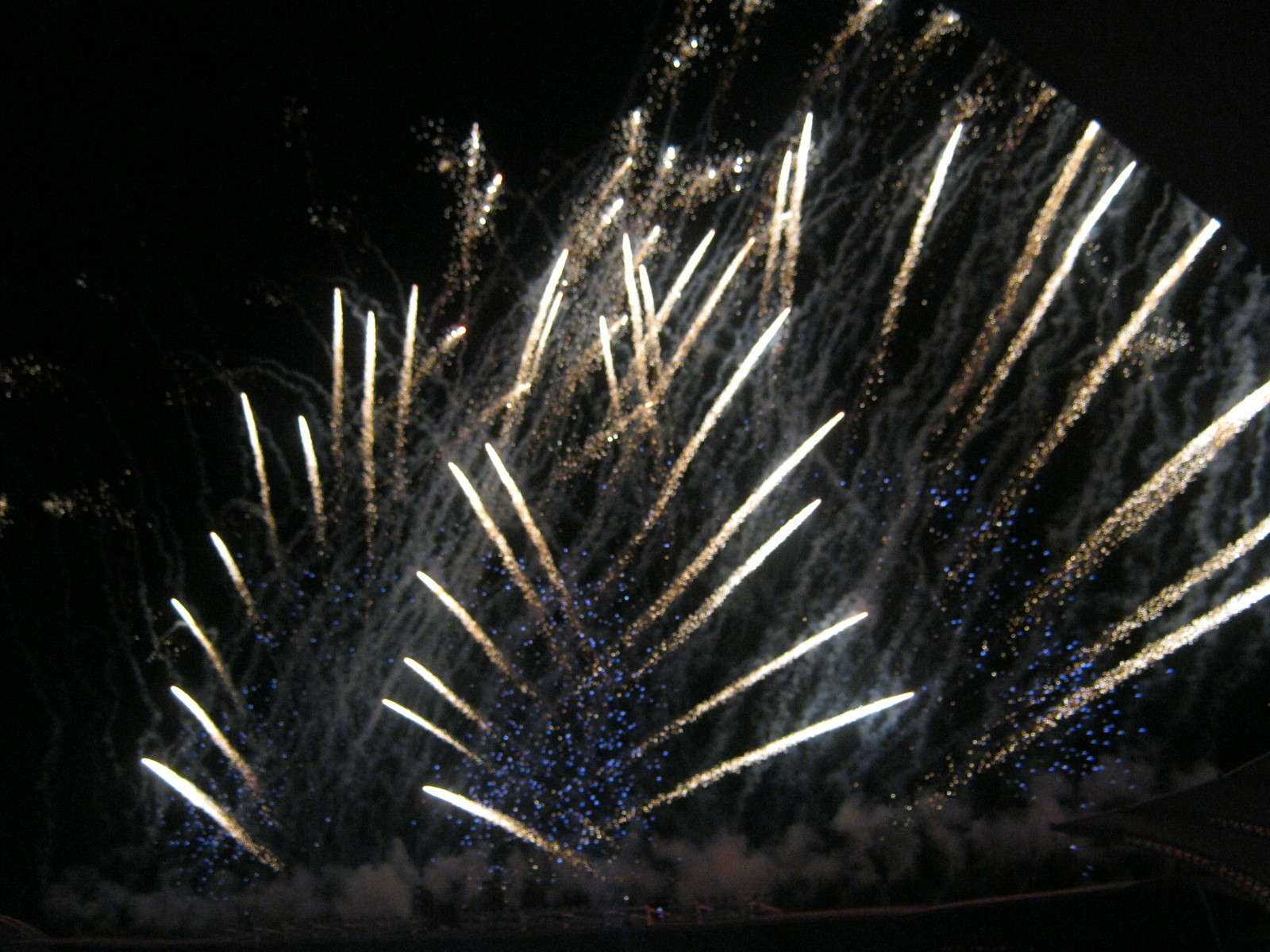
Feuerwerk
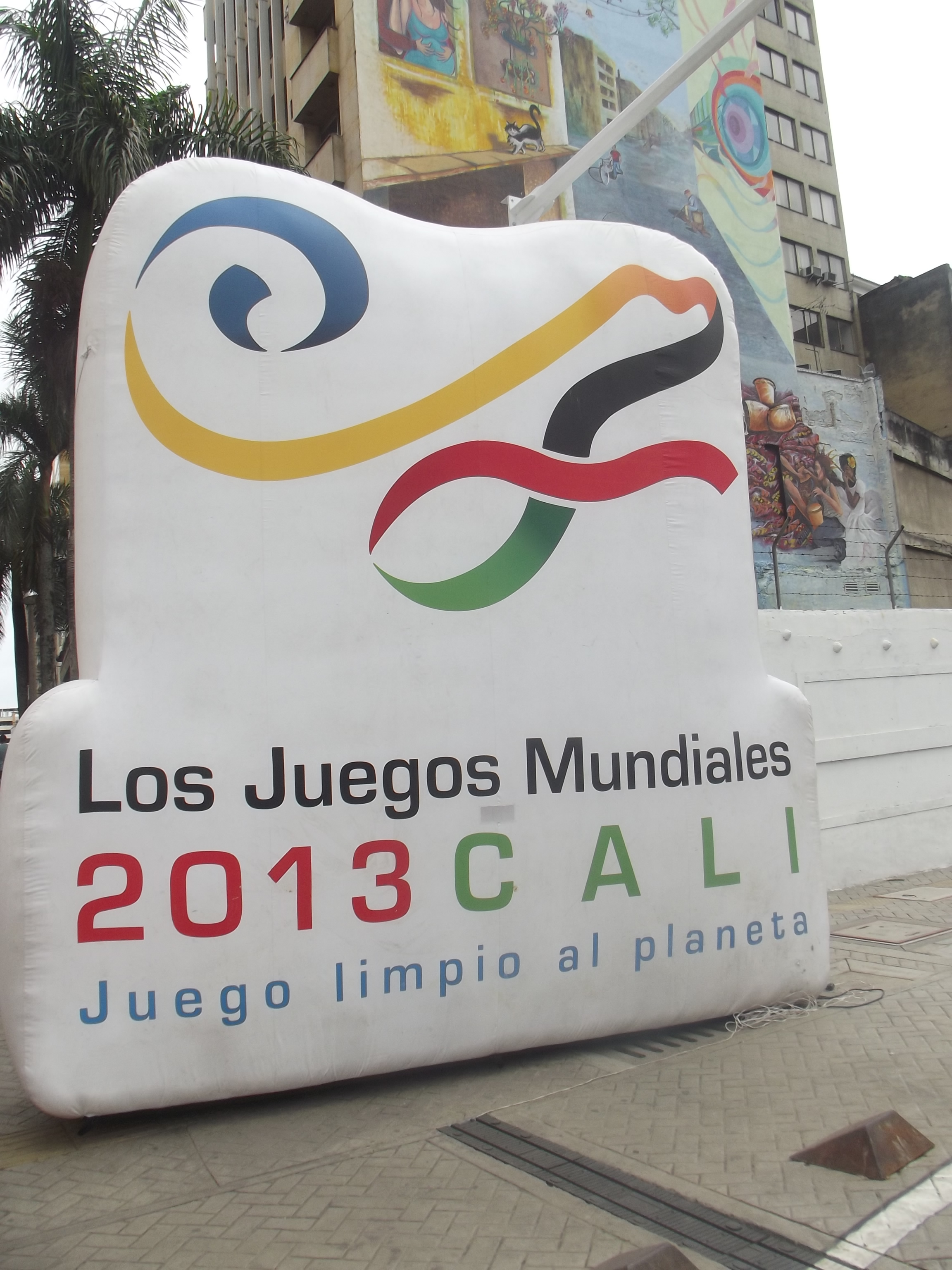
Logo der World Games

## Sportarten

### Wettkampfsportarten
| Artistik und Tanzsport - Roller Skating - Trampolinturnen - Akrobatik - Tanzsport - Latin - Salsa - Standard - Rhythmische Sportgymnastik - Aerobic Ballsport - Racquetball - Squash - Beachhandball - Faustball - Rugby - Korfball - Kanupolo | Kampfsport - Sumo - Karate - Jiu Jitsu Präzisionssport - Billard - Dreiband - Poolbillard - Snooker - Bogenschießen - Bowling - Boule | Kraftsport - Tauziehen - Kraftdreikampf Trendsport - Sportklettern - Gleitschirmfliegen - Ultimate Frisbee - Wasserski und Wakeboard - Rettungssport - Orientierungslauf - Inline-Speedskating (Bahn) - Inlinehockey - Flossenschwimmen |

### Einladungssportarten
- Softball[33]
- Wushu[34]
- Kanumarathon[35]
- Inline-Speedskating (Straße)[36]
- Duathlon[37]

### Jardín del Deporte
Die Nachbarstädte Buga und Jamundí hielten die Veranstaltung Jardín del Deporte („Garten des Sports“) ab, in der Sportarten gezeigt wurden, die in Zukunft in die Hauptveranstaltung aufgenommen werden könnten.
In Buga fand statt:
- Coliseo Mayor – Futsal (AMF-Regeln), Kūdō (Männer und Frauen)

In Jamundí fanden statt:
- Coliseo Alfaguara y Plaza Mayor – Frontball
- Estadio El Cacique – Hapkido

## Teilnehmerstaaten
| Liste der teilnehmenden Staaten (Anzahl Athleten) | Liste der teilnehmenden Staaten (Anzahl Athleten) | Liste der teilnehmenden Staaten (Anzahl Athleten) | Liste der teilnehmenden Staaten (Anzahl Athleten) |
| --- | --- | --- | ------------------------------------------------- |
| 1. Ägypten (17) 2. Argentinien (61) 3. Aruba (15) 4. Australien (67) 5. Aserbaidschan (5) 6. Belgien (47) 7. Bolivien (5) 8. Brasilien (72) 9. Bulgarien (4) 10. Chile (33) 11. Volksrepublik China (56) 12. Kolumbien Gastgeber (173) 13. Chinesisch Taipeh (51) 14. Costa Rica (5) 15. Dänemark (11) 16. Deutschland (129) 17. Dominikanische Republik (6) 18. Ecuador (13) 19. El Salvador (12) 20. Estland (7) 21. Finnland (10) 22. Frankreich (124) 23. Griechenland (2) 24. Guatemala (21) 25. Guyana (1) 26. Hongkong (13) 27. Indien (10) 28. Indonesien (5) 29. Iran (10) 30. Irland (16) | 1. Israel (11) 2. Italien (88) 3. Jamaika (1) 4. Japan (71) 5. Kanada (75) 6. Kasachstan (4) 7. Katar (10) 8. Kroatien (7) 9. Kuba (17) 10. Kuwait (1) 11. Lettland (31) 12. Litauen (8) 13. Luxemburg (2) 14. Malaysia (7) 15. Malta (3) 16. Marokko (3) 17. Mauritius (1) 18. Nordmazedonien (1) 19. Mexiko (32) 20. Moldau (2) 21. Monaco (2) 22. Mongolei (8) 23. Montenegro (3) 24. Namibia (1) 25. Nicaragua (2) 26. Niederlande (69) 27. Neuseeland (23) 28. Norwegen (27) 29. Österreich (36) 30. Pakistan (1) | 1. Peru (4) 2. Philippinen (5) 3. Polen (23) 4. Portugal (23) 5. Puerto Rico (4) 6. Rumänien (3) 7. Russland (82) 8. Schweden (37) 9. Schweiz (57) 10. Serbien (3) 11. Singapur (2) 12. Slowakei (14) 13. Slowenien (8) 14. Spanien (30) 15. Südafrika (37) 16. Südkorea (28) 17. Thailand (9) 18. Trinidad und Tobago (6) 19. Tschechien (54) 20. Tunesien (10) 21. Türkei (5) 22. Ukraine (62) 23. Ungarn (23) 24. Uruguay (14) 25. Venezuela (65) 26. Vereinigte Arabische Emirate (2) 27. Vereinigtes Königreich (82) 28. Vereinigte Staaten (112) 29. Vietnam (3) 30. Belarus (3) |                                                   |

## Wettkampfprogramm
Legende zum nachfolgend dargestellten Wettkampfprogramm:
|  | Eröffnungs- und Abschlusszeremonie |  | Qualifikationswettkämpfe | ? | Finalentscheidungen |

Letzte Spalte: Gesamtanzahl der Entscheidungen in den einzelnen Sportarten
| Zeitplan der World Games (mit Anzahl der Entscheidungen) | Zeitplan der World Games (mit Anzahl der Entscheidungen) | Zeitplan der World Games (mit Anzahl der Entscheidungen) | Zeitplan der World Games (mit Anzahl der Entscheidungen) | Zeitplan der World Games (mit Anzahl der Entscheidungen) | Zeitplan der World Games (mit Anzahl der Entscheidungen) | Zeitplan der World Games (mit Anzahl der Entscheidungen) | Zeitplan der World Games (mit Anzahl der Entscheidungen) | Zeitplan der World Games (mit Anzahl der Entscheidungen) | Zeitplan der World Games (mit Anzahl der Entscheidungen) | Zeitplan der World Games (mit Anzahl der Entscheidungen) | Zeitplan der World Games (mit Anzahl der Entscheidungen) | Zeitplan der World Games (mit Anzahl der Entscheidungen) |
|                                                          | Do                                                       | Fr                                                       | Sa                                                       | So                                                       | Mo                                                       | Di                                                       | Mi                                                       | Do                                                       | Fr                                                       | Sa                                                       | So                                                       | Gesamt                                                   |
| Juli/August                                              | 25.                                                      | 26.                                                      | 27.                                                      | 28.                                                      | 29.                                                      | 30.                                                      | 31.                                                      | 1.                                                       | 2.                                                       | 3.                                                       | 4.                                                       |                                                          |
| -------------------------------------------------------- | -------------------------------------------------------- | -------------------------------------------------------- | -------------------------------------------------------- | -------------------------------------------------------- | -------------------------------------------------------- | -------------------------------------------------------- | -------------------------------------------------------- | -------------------------------------------------------- | -------------------------------------------------------- | -------------------------------------------------------- | -------------------------------------------------------- | -------------------------------------------------------- |
| Eröffnung                                                |                                                          |                                                          |                                                          |                                                          |                                                          |                                                          |                                                          |                                                          |                                                          |                                                          |                                                          |                                                          |
| Aerobic                                                  |                                                          |                                                          |                                                          |                                                          |                                                          |                                                          |                                                          |                                                          | 3                                                        | 4                                                        |                                                          | 7                                                        |
| Akrobatik                                                |                                                          |                                                          |                                                          |                                                          | 2                                                        | 2                                                        | 1                                                        |                                                          |                                                          |                                                          |                                                          | 5                                                        |
| Beachhandball                                            |                                                          |                                                          |                                                          |                                                          |                                                          |                                                          |                                                          |                                                          |                                                          |                                                          | 2                                                        | 2                                                        |
| Billard                                                  |                                                          |                                                          |                                                          |                                                          |                                                          | 4                                                        |                                                          |                                                          |                                                          |                                                          |                                                          | 4                                                        |
| Bogenschießen                                            |                                                          |                                                          |                                                          | 3                                                        |                                                          |                                                          |                                                          | 4                                                        |                                                          |                                                          |                                                          | 7                                                        |
| Boules                                                   |                                                          |                                                          |                                                          |                                                          |                                                          |                                                          | 8                                                        |                                                          |                                                          |                                                          |                                                          | 8                                                        |
| Bowling                                                  |                                                          |                                                          |                                                          |                                                          |                                                          |                                                          |                                                          | 1                                                        |                                                          |                                                          | 2                                                        | 3                                                        |
| Duathlon                                                 |                                                          | 1                                                        | 1                                                        |                                                          |                                                          |                                                          |                                                          |                                                          |                                                          |                                                          |                                                          | 2                                                        |
| Faustball                                                |                                                          |                                                          |                                                          |                                                          |                                                          |                                                          |                                                          |                                                          |                                                          |                                                          | 1                                                        | 1                                                        |
| Flossenschwimmen                                         |                                                          | 5                                                        | 5                                                        |                                                          |                                                          |                                                          |                                                          |                                                          |                                                          |                                                          |                                                          | 10                                                       |
| Inlinehockey                                             |                                                          |                                                          |                                                          |                                                          |                                                          | 1                                                        |                                                          |                                                          |                                                          |                                                          |                                                          | 1                                                        |
| Inline-Speedskating                                      |                                                          |                                                          |                                                          |                                                          |                                                          |                                                          | 2                                                        | 4                                                        | 4                                                        | 4                                                        | 4                                                        | 18                                                       |
| Jiu Jitsu                                                |                                                          |                                                          |                                                          |                                                          |                                                          | 7                                                        | 6                                                        |                                                          |                                                          |                                                          |                                                          | 13                                                       |
| Kanupolo                                                 |                                                          |                                                          |                                                          |                                                          |                                                          |                                                          |                                                          |                                                          |                                                          | 2                                                        |                                                          | 2                                                        |
| Karate                                                   |                                                          | 6                                                        | 6                                                        |                                                          |                                                          |                                                          |                                                          |                                                          |                                                          |                                                          |                                                          | 12                                                       |
| Korfball                                                 |                                                          |                                                          |                                                          |                                                          |                                                          |                                                          |                                                          |                                                          |                                                          |                                                          | 1                                                        | 1                                                        |
| Kraftdreikampf                                           |                                                          |                                                          |                                                          |                                                          |                                                          | 3                                                        | 3                                                        | 2                                                        |                                                          |                                                          |                                                          | 8                                                        |
| Kanumarathon                                             |                                                          |                                                          |                                                          |                                                          |                                                          |                                                          |                                                          | 3                                                        | 3                                                        |                                                          |                                                          | 6                                                        |
| Luftsport                                                |                                                          |                                                          |                                                          |                                                          |                                                          |                                                          |                                                          |                                                          |                                                          | 1                                                        | 2                                                        | 3                                                        |
| Orientierungslauf                                        |                                                          |                                                          |                                                          |                                                          |                                                          |                                                          |                                                          |                                                          | 2                                                        | 2                                                        | 1                                                        | 5                                                        |
| Racquetball                                              |                                                          |                                                          |                                                          | 2                                                        |                                                          |                                                          |                                                          |                                                          |                                                          |                                                          |                                                          | 11                                                       |
| Rettungsschwimmen                                        |                                                          | 8                                                        | 8                                                        |                                                          |                                                          |                                                          |                                                          |                                                          |                                                          |                                                          |                                                          | 16                                                       |
| Rhythmische Sportgymnastik                               |                                                          | 2                                                        | 1                                                        |                                                          |                                                          |                                                          |                                                          |                                                          |                                                          |                                                          |                                                          | 3                                                        |
| Rollschuhkunstlauf                                       |                                                          |                                                          | 4                                                        |                                                          |                                                          |                                                          |                                                          |                                                          |                                                          |                                                          |                                                          | 4                                                        |
| 7-er Rugby                                               |                                                          |                                                          |                                                          |                                                          |                                                          |                                                          |                                                          |                                                          | 1                                                        |                                                          |                                                          | 1                                                        |
| Softball                                                 |                                                          |                                                          |                                                          |                                                          |                                                          | 1                                                        |                                                          |                                                          |                                                          |                                                          |                                                          | 1                                                        |
| Sportklettern                                            |                                                          |                                                          |                                                          |                                                          |                                                          |                                                          |                                                          |                                                          |                                                          | 2                                                        | 2                                                        | 4                                                        |
| Squash                                                   |                                                          |                                                          |                                                          |                                                          |                                                          |                                                          |                                                          |                                                          |                                                          |                                                          | 2                                                        | 2                                                        |
| Sumō                                                     |                                                          |                                                          | 6                                                        | 2                                                        |                                                          |                                                          |                                                          |                                                          |                                                          |                                                          |                                                          | 8                                                        |
| Tanzen                                                   |                                                          |                                                          | 1                                                        | 2                                                        |                                                          |                                                          |                                                          |                                                          |                                                          |                                                          |                                                          | 3                                                        |
| Tauziehen                                                |                                                          |                                                          | 1                                                        | 2                                                        |                                                          |                                                          |                                                          |                                                          |                                                          |                                                          |                                                          | 3                                                        |
| Trampolinturnen                                          |                                                          |                                                          |                                                          |                                                          | 1                                                        | 2                                                        | 3                                                        |                                                          |                                                          |                                                          |                                                          | 6                                                        |
| Ultimate Frisbee                                         |                                                          |                                                          |                                                          |                                                          |                                                          | 1                                                        |                                                          |                                                          |                                                          |                                                          |                                                          | 1                                                        |
| Wasserski                                                |                                                          |                                                          |                                                          | 4                                                        | 4                                                        |                                                          |                                                          |                                                          |                                                          |                                                          |                                                          | 8                                                        |
| Wushu                                                    |                                                          |                                                          |                                                          |                                                          |                                                          |                                                          |                                                          |                                                          |                                                          | 1                                                        | 13                                                       | 14                                                       |
| Abschluss                                                |                                                          |                                                          |                                                          |                                                          |                                                          |                                                          |                                                          |                                                          |                                                          |                                                          |                                                          |                                                          |
| Medaillenentscheidungen                                  |                                                          | 22                                                       | 33                                                       | 15                                                       | 7                                                        | 21                                                       | 23                                                       | 14                                                       | 13                                                       | 16                                                       | 30                                                       | 195                                                      |
| Juli/August                                              | 25.                                                      | 26.                                                      | 27.                                                      | 28.                                                      | 29.                                                      | 30.                                                      | 31.                                                      | 1.                                                       | 2.                                                       | 3.                                                       | 4.                                                       |                                                          |
|                                                          | Do                                                       | Fr                                                       | Sa                                                       | So                                                       | Mo                                                       | Di                                                       | Mi                                                       | Do                                                       | Fr                                                       | Sa                                                       | So                                                       | Gesamt                                                   |

## Ergebnisse
Mit vier Goldmedaillen und einer Silbermedaille war der Deutsche Marcel Hassemeier der erfolgreichste Athlet der World Games 2013 und wurde auch zum „Athlete of the Year“ gewählt.